# Beta Tucanidi
Le Beta Tucanidi, sigla internazionale BTU, sono uno sciame meteorico originato dalla cometa C/1976 D1 Bradfield; lo sciame necessita tuttora di conferma definitiva e di una parametrizzazione più completa.
La velocità delle meteore appartenenti allo sciame è stata stimata in 36,3 km/s. Il periodo di attività potrebbe essere compreso tra il 25 febbraio e il 2 marzo, con il massimo raggiunto il 29 febbraio o il 1º marzo.

## L'outburst del 1-2 marzo 2003
In un lavoro risalente al febbraio 2003, Peter Jenniskens e Esko Lyytinen previdero che nei seguenti 1º e 2 marzo 2003 si sarebbe dovuto verificare un outburst della durata di 28 minuti con un ZHR di circa 300, originato da una scia di polveri meteoriche lasciata dalla cometa C/1976 D1 Bradfield durante il suo precedente passaggio al perielio; il centro della scia sarebbe passato a una distanza di circa 12.000 km dal centro della Terra (pari a 6.000 km dalla superficie terrestre). Il radiante previsto era posizionato alle coordinate celesti 00h 52m : di ascensione retta e -64° : di declinazione (epoca di riferimento J2000.0). La velocità geocentrica delle meteore avrebbe dovuto essere di 42 km/s. Non ci sono state conferme che l'evento sia avvenuto.
A sorpresa lo sciame si è manifestato il 12 marzo 2020 e nuovamente l'anno successivo il 12-13 marzo 2021. Attualmente si ritiene che il corpo progenitore dello sciame sia l'asteroide 248590 (2006 CS) 